# Camponotus latebrosus
Camponotus latebrosus är en myrart som först beskrevs av Walker 1859.  Camponotus latebrosus ingår i släktet hästmyror, och familjen myror. Inga underarter finns listade.